# 格里尼夫卡 (涅德里蓋利夫區)
50°55′25″N 33°43′6″E / 50.92361°N 33.71833°E
赫里尼夫卡（烏克蘭語：Гринівка）是位於烏克蘭東北部的村莊，由蘇梅州羅姆內區的內德里海利夫市鎮負責管轄。該村處於胡斯季河畔，距離別謝季夫卡0.5公里，海拔高度147米，2001年人口369。